# オオイカリナマコ

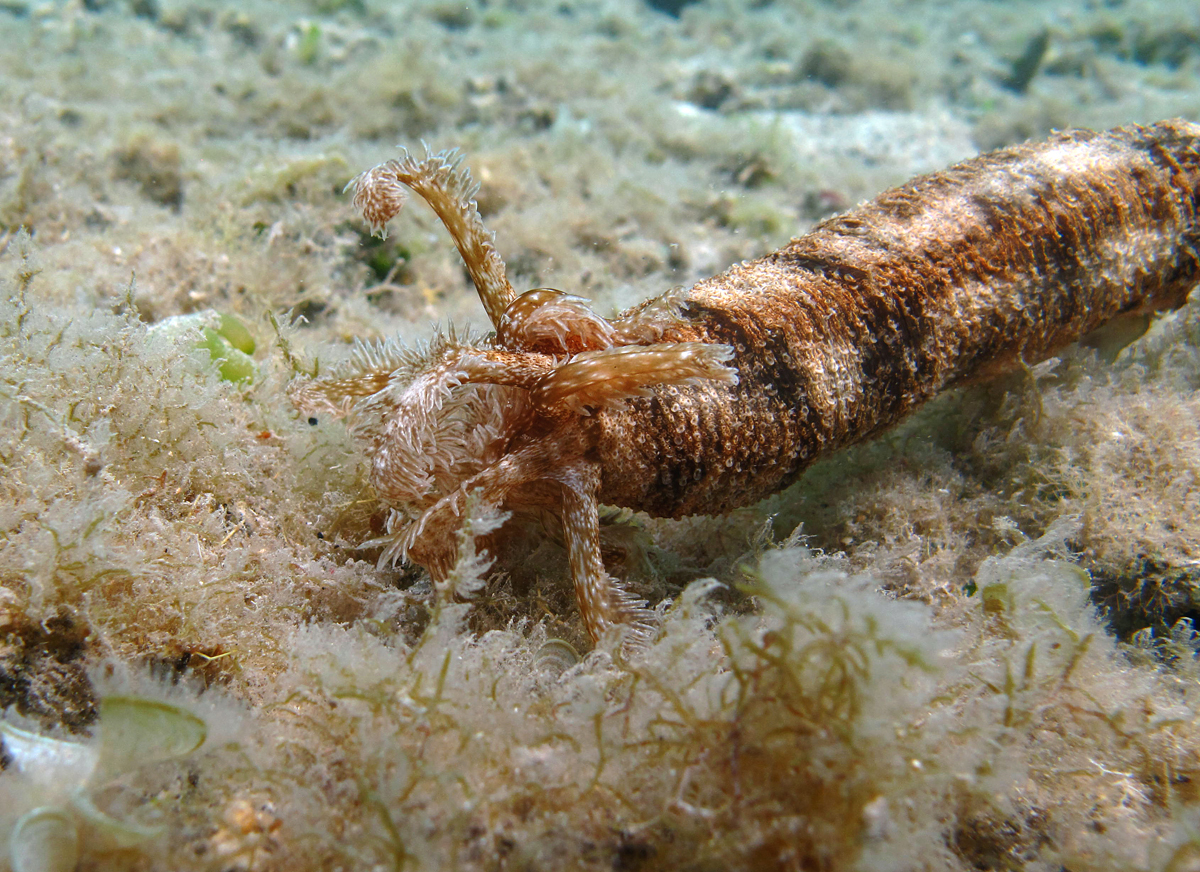
先端部・触手の様子

オオイカリナマコ（大錨海鼠、Synapta maculata）は、ナマコの1種である。身体を伸ばした際は3 mにも達し、特に大きなナマコの種の1つとされる。珊瑚礁の浅い海底などで、長く伸びて這っている姿が見られる。

## 特徴
体は円筒形で非常に細長い。生きている時は、身体を伸ばした際には3 mにも達する。一方で、体幅は5 cm程度と、細長い。体側面には管足が無く、前端に触手を有する。触手は15本で、それぞれに羽状の20-30本の側枝が見られる。体壁は薄くて柔らかく、半透明で粘稠状である。生きている時は、収縮すると体表に様々な大きさの疣状の突起を生じるが、標本では全て消える。体色は褐色、帯緑褐色、暗緑色、暗青灰色など様々な変異が見られ、一般的にはそれらのうちの2-3色が交互に5本、縦列を成していて、これに濃淡様々な暗色の斑紋と黒い斑紋が交互に交わっている。

## 骨片
皮膚に存在する骨片は大きく分けて2種類が見られる。1つは、Tの字の横棒の両端が下向きに尖った錨状で、反対の先端も小さくT字状をしており、細かな棘が存在し、種名はこれに由来する。もう1つは、錨状板と呼ばれ、丸みを帯びた縦長の長方形をしており、中央付近には6-8の大きな穴が、両端付近には小さな穴が多数見られる。なお、ナマコの骨片は顕微鏡サイズなのが通例だが、本種の場合は長さが1 mm程度に達するため、視力が良ければ肉眼でも見られる。また、手で触れると引っかかり、粘り着くように感じる。場合によっては、手に刺さる。

## 生態
珊瑚礁の底質が砂の場所、例えば、珊瑚礁内側の礁湖や礁原などに棲息する。動きは緩慢で、胴体部はあまり動かない。触手だけは絶えず動かしている。触手を伸ばし、砂を集めて口に運んで、砂に含まれている有機物を、砂と一緒に食べる。

## 分布
日本では与論島以南の南西諸島に見られる。また、徳之島にも生息が確認されている。
世界的にはインド洋や太平洋の熱帯区域に広く分布する。

## 体長について
このナマコはナマコ類では長さにおいて最大の種とされる。普通の個体で長さ3 m程度であるが、最大では4.5 mの記録が存在する。ただし、これは水を吸って膨らんだ時の長さである。指で触れるなどの刺激を受けると、すぐに水を吐き出して縮んでしまい、30 cm程度にまで縮んでしまう。なお、別属であるがクレナイオオイカリナマコ Opheodesoma sp. にも4.5 mの記録が存在し、やはりナマコで最大とされる。
なお、その大きさも相まって、かなり不気味な生き物である。岡田・瀧他(1950)には『性鈍重で蛇のような醜怪感を与える』とある。

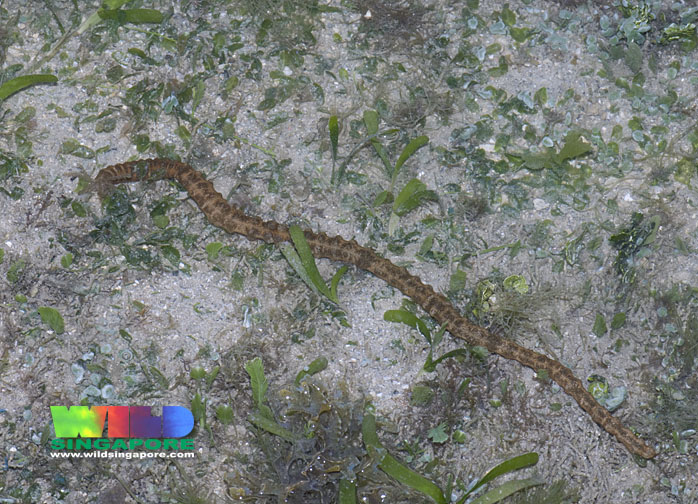
体表に疣状突起が見える
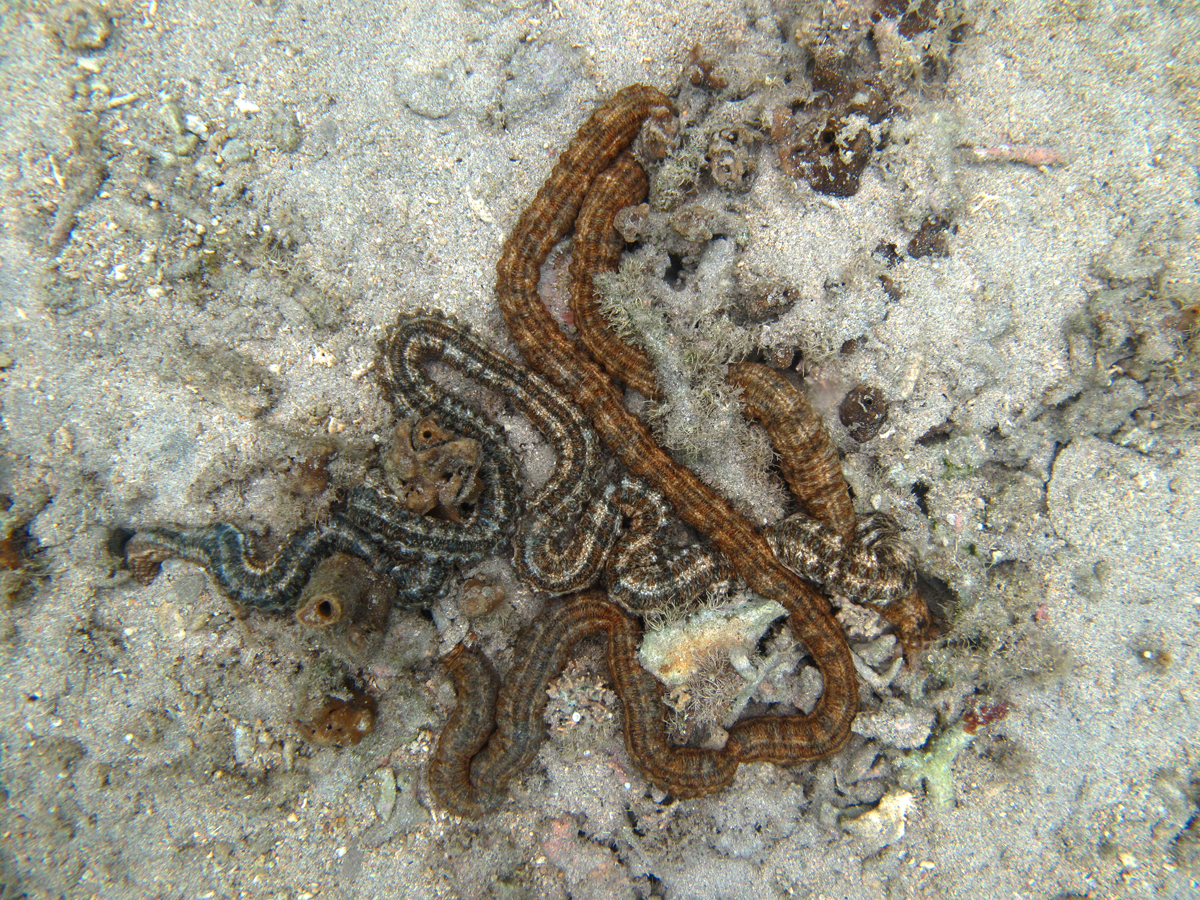
色彩の異なる2個体
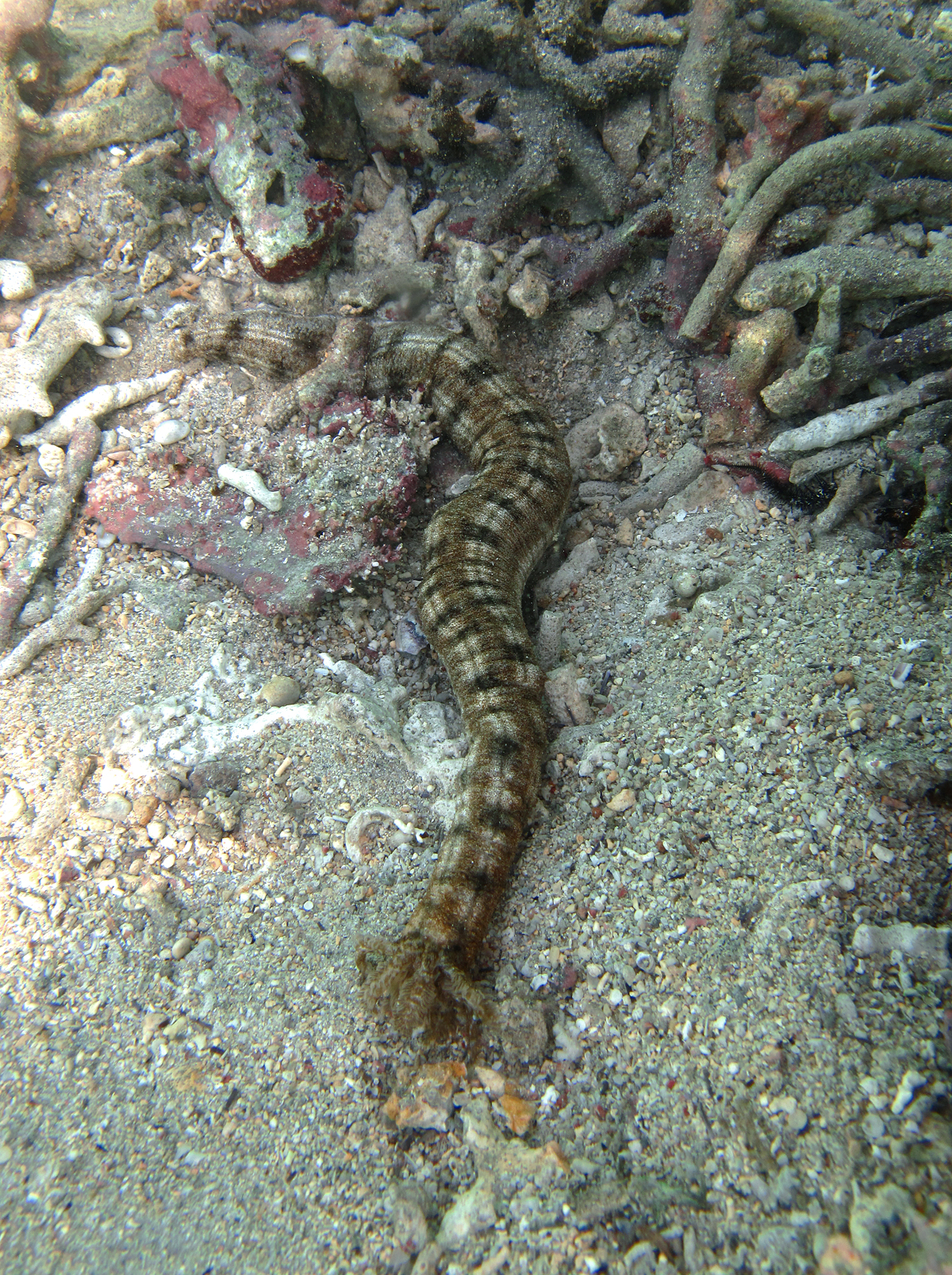
斑紋パターン